# Money Without Me
«Money Without Me» es una canción lanzada por Kendrick Lamar en su canal de YouTube el 17 de diciembre de 2024. Fue eliminado del canal poco después, pero relanzado con una portada diferente el 11 de febrero de 2025.

## Publicación
«Money Without Me» se lanzó el 17 de diciembre de 2024 en el canal de YouTube de Lamar. Fue el primer lanzamiento de Lamar después del lanzamiento de su álbum de estudio de noviembre, GNX.  Poco después, el vídeo dejó de estar listado, luego se hizo público nuevamente y luego fue objeto de un reclamo de derechos de autor por parte de Universal Music Group.  El 18 de diciembre, la canción fue eliminada,   pero se hizo pública nuevamente el 25 de diciembre de 2024.[cita requerida]
Algunos creen que el lanzamiento de la canción es un adelanto o indicador de una versión de lujo de GNX, especialmente debido a la portada de la canción que presenta el automóvil que se muestra en la portada del álbum de GNX .   Lefty Gunplay, quien apareció en la canción "TV Off" de Lamar, declaró en una entrevista a fines de noviembre de 2024 que dicha versión podría lanzarse pronto. 

## Producción
La canción incorpora instrumentación de un sintetizador y un piano sobre las letras introspectivas de Lamar sobre crecer en Compton, California.   La letra hace referencia al álbum de estudio debut de Snoop Dogg, Doggystyle, así como a P Diddy y su colaborador de mucho tiempo Dr. Dre.  Los fanáticos y los críticos saben que la canción usa una pista grabada durante las sesiones de Lamar para el álbum de estudio debut de 2011, Section.80; la canción se había filtrado en línea en años anteriores.   

## Recepción crítica
El lanzamiento sorpresa de "Money Without Me" fue visto como un puente entre "dos momentos decisivos en la carrera de Kendrick: sus orígenes en Section.80 y el dominio actual de su era del álbum de GNX ". Hit Channel escribió que "la narrativa conmovedora de la canción y el estilo de producción retro están recibiendo elogios de los fanáticos, y muchos expresan nostalgia por la crudeza de sus primeros días. El lanzamiento también complementa los temas líricos de GNX, consolidando la capacidad de Kendrick de honrar sus raíces mientras explora nuevos territorios creativos". 